# Carbonara di Nola
Carbonara di Nola är en ort och kommun i storstadsregionen Neapel, innan 2015 provinsen Neapel, i regionen Kampanien i Italien. Kommunen hade 2 437 invånare (2017).